# رودریگو ارسیرو
رودریگو ارسیرو (انگلیسی: Rodrigo Arciero؛ زادهٔ ۱۲ مارس ۱۹۹۳) بازیکن فوتبال اهل آرژانتین است.